# Panu Toivonen
Panu Toivonen (Oulu, 26 september 1972) is een voormalig profvoetballer uit Finland, die speelde als doelman gedurende zijn carrière. Hij beëindigde zijn actieve loopbaan in 2003 bij de Finse club FC Haka. In 1999 verbleef hij korte tijd bij sc Heerenveen.

## Interlandcarrière
Jakonen kwam in totaal één keer uit voor de nationale ploeg van Finland. Zijn eerste en enige interland speelde hij onder leiding van bondscoach Jukka Ikäläinen op 30 november 1994 in de vriendschappelijke uitwedstrijd tegen Spanje (2-0 nederlaag) in Málaga. Hij verving Antti Niemi in dat duel na 52 minuten.

## Erelijst
MyPa-47
- Suomen Cup

1992
 TPS Turku
- Suomen Cup

1994
 FC Haka
- Veikkausliiga

1998, 2000
- Suomen Cup

1997, 2002